# 鳥取県道324号河原インター線
鳥取県道324号河原インター線（とっとりけんどう324ごう かわはらインターせん）は、鳥取県八頭郡八頭町から鳥取市に至る一般県道である。愛称は「かわはら八頭フルーツライン」。

## 概要
八頭郡八頭町西御門から鳥取市河原町高福に至る。地域高規格道路の候補路線となっている郡家中山道路の一部を形成する路線。本県道は、完成2車線道路ではあるものの、路線の大部分に立体交差が採用され、インターチェンジを有し、規格の高い路線となっている。このため、一部を除き自転車や歩行者は通行できない。

### 路線データ
- 起点：八頭郡八頭町西御門（河原インター線西御門交差点、国道29号・鳥取県道302号大坪隼停車場線交点）[4]
- 終点：鳥取市河原町高福（国道53号交点）[4]
- 総延長：6.4 km[注釈 1][4]
- 道路規格：第3種第2級[4]
- 設計速度：60 km/h[4]
- 事業費：133億円（I期区間：95億円、II期区間：38億円）[4]

## 歴史
2002年（平成14年）11月29日、鳥取県告示第602号により八頭郡郡家町大字西御門を起点とし、八頭郡河原町大字福和田を終点とする路線として認定される。

### 年表
- 2001年（平成13年）度 - この年度、事業着手[4]。
- 2002年（平成14年）11月29日 - 県道認定[5]。
- 2010年（平成22年）
  - 3月14日 - I期区間（八頭郡八頭町船岡 - 鳥取市河原町高福）4.3 kmが供用開始[4]。
- 2013年（平成25年）
  - 3月10日 - II期区間（八頭郡八頭町西御門 - 同町船岡）2.1 km が供用開始し、全線開通[4][6]。
  - 3月21日から4月21日にかけて愛称を公募（応募総数440作品）[1][7]。
  - 6月3日 - 愛称を「かわはら八頭フルーツライン」に決定[1][2]。

## 路線状況

### 通称
- かわはら八頭フルーツライン[1][2]

### 道路施設

#### 橋梁
- 隼御門大橋（八東川、八頭郡八頭町）

#### トンネル
- 船河トンネル：延長632 m、2010年（平成22年）竣工、八頭郡八頭町 - 鳥取市
- 山手トンネル：延長221 m、2010年（平成22年）竣工、鳥取市

## 地理

### 通過する自治体
- 鳥取県
  - 八頭郡八頭町 - 鳥取市

### 交差する道路
| 交差する道路                         | 市町村名 | 市町村名 | 交差する場所 | 交差する場所                      |
| ------------------------------------ | -------- | -------- | ------------ | --------------------------------- |
| 国道29号 鳥取県道302号大坪隼停車場線 | 八頭郡   | 八頭町   | 西御門       | 河原インター線西御門交差点 / 起点 |
| 鳥取県道32号郡家鹿野気高線           | 八頭郡   | 八頭町   | 船岡         | 船久橋南詰交差点                  |
| 鳥取県道32号郡家鹿野気高線           | 八頭郡   | 八頭町   | 船岡         | [ 注釈 4 ]                        |
| E29 鳥取自動車道                     | 鳥取市   | 鳥取市   | 河原町高福   | 7 河原IC                          |
| 国道53号 国道373号 重複              | 鳥取市   | 鳥取市   | 河原町高福   | 終点                              |

### 交差する鉄道
- 若桜鉄道若桜線
- 因美線

### 沿線
- 八東川
- 若桜鉄道若桜線 因幡船岡駅
- 道の駅清流茶屋 かわはら